# Fillongley
Fillongley is een civil parish in het bestuurlijke gebied North Warwickshire, in het Engelse graafschap Warwickshire.